# Aloe 'Quicksilver'
Aloe 'Quicksilver' é uma espécie de liliopsida do gênero Aloe, pertencente à família Asphodelaceae.